# Xã Burrell, Quận Decatur, Iowa
Xã Burrell (tiếng Anh: Burrell Township) là một xã thuộc quận Decatur, tiểu bang Iowa, Hoa Kỳ. Năm 2010, dân số của xã này là 342 người.